# Move (canção de Little Mix)
"Move" é uma canção da banda feminina britânica Little Mix, gravada para o seu segundo álbum de estúdio, Salute. Foi composta pelo grupo com o auxílio de Cottone e Nathan Duvall, sendo que este último também esteve encarregue da produção. O seu lançamento ocorreu a 7 de Outubro de 2013 na iTunes Store através da Syco Music, servindo como primeiro single do disco. Musicalmente, contém inspirações de pop dos anos 90 com influências no R&B.Foi eleita pelos críticos da Billboard uma das melhores canções por um girl group de todos os tempos.

## Antecedentes
Após a turnê de estreia, Little Mix começaram a trabalhar em seu segundo álbum de estúdio. Elas escreveram a canção querendo mostrar sua progressão musical com um som maduro. O grupo conseguiu isso permitindo que a canção fosse mais produtiva do que seu material anterior.
Little Mix co-escreveu "Move" com Nathan Duvall e seu treinador vocal, Maegan Cottone. Durante um livestream, o grupo revelou o nome de seu próximo single e Jade Thirlwall descreveu o processo de composição como, "Nós todos nos sentamos no estúdio juntos e vibramos e fazíamos baixos ruídos..." Liricamente, a canção fala de meninos que pensam que são bons em dançar e, finalmente, leva a Little Mix dizendo-lhes para se mover.

## Recepção da crítica
O "Daily Records, tabloide escocês, deu a canção cinco de cinco estrelas, mencionado que esta contém inspirações nas pop clube dos anos 90 bem como R&B infundido em comparação com os seus singles anteriores. Destacou a letra como sendo "cheia de atitude, harmonias e melodias, as marcas de Little Mix, tornando esta canção um sucesso certo.
Robert Copsey do  Digital Spy deu quatro de cinco estrelas escrevendo: "Sutilmente mistura as tendências pop atuais com estilo inimitável de [Little Mix], notando também semelhanças com as músicas dos clubes dos anos 90. Amy Sciarretto do "PopCrush" deu quatro de cinco estrelas a canção, dizendo "certamente mais uma completa, rica e mais complexa canção de um grupo feminino, animada e divertida".3 Words
Sam Lansky do Idolator deu ao single um crítica positiva, "os melhores singles são de grupos femininos, sempre tão maravilhosos porque são estranhos, e grupos de garotas britânicas fazem isso melhor do que ninguém: "Move" [...] Adapta-se perfeitamente". Jamie Clarke do site "So So Gay" chamou a canção de "brilhante" é declarou "As meninas têm uma voz forte o suficiente para cantar R&B de forma convincente". Jon OBrien do Yahoo! Reino Unido & Irlanda  escreveu na crítica do álbum, Salute, "os estalares de língua e as harmonias viciantes de 'Move' já sinalizaram que o grupo aumentou consideravelmente o seu jogo, [na música]".
A Billboard listou a canção no número 92º, como uma das melhores músicas de um girl group já feito.

## Videoclipe
"Eu amo a estrutura dela - É tão diferente que significa que você tem que ouvi-la algumas vezes para conseguir manter a sua cabeça em torno dela". "Eu acho que nós não seríamos Little Mix se não tomássemos um risco. Quando "Wings" saiu não havia nada mais como ela no momento - foi algo um pouco diferente - E nós gostamos de fazer isso".

— Jade Thirlwall e Leigh-Anne Pinnock em entrevista para MTV falando sobre a canção.
O videoclipe oficial da canção estreou no YouTube no dia 25 de outubro de 2013. O videoclipe começa com as silhuetas das integrantes da banda aparecendo na frente de cenários coloridos. Elas então são vistas em uma sala branca brilhante e Thirlwall então começa a cantar o primeiro verso. Ao longo do video as integrantes são vistas executando danças estilo hip-hop, com diversos dançarinos no fundo. O vídeo então muda para um cenário com um palco grande com luzes brilhantes piscando, onde o grupo realiza a dança final da canção.

## Faixas e formatos
Digital download
1. "Move" – 3:44

Remixes EP
1. "Move" (The Alias Radio Edit) – 3:44
2. "Move" (Deekly and Eightysix Remix) – 3:19
3. "Move" (Mike Delinquent Remix) – 5:29
4. "Move" (Mike Rizzo Funk Generation Radio Mix) – 3:42
5. "Move" (Over Exposure Remix) – 5:51

## Apresentações ao vivo
Little Mix apresentou "Move" no The X Factor Australia em 21 de outubro de 2013, no The X Factor UK em 3 de novembro de 2013, Friday Download em 8 de novembro de 2013, e também o apresentou no The X Factor USA em 5 de dezembro de 2013. Ao vivo no Good Morning America em 4 de fevereiro de 2014 para promover o lançamento da Salute nos EUA. No mesmo dia, Little Mix cantou a música em seu álbum do Hard Rock Cafe em Nova York, e no Watch What Happens Live. Eles também tocaram a música no Wendy Williams Show em 6 de fevereiro de 2014, e foi incluída no setlist da Neon Lights Tour de Demi Lovato, a dos shows de abertura, e quatro turnês, The Salute Tour (2014), The Get Weird Tour (2016), The Glory Days Tour (2017) e The Summer Hits Tour (2018).

## Desempenho nas tabelas musicais

### Posições
| Tabela musical (2013)                               | Melhor posição |
| --------------------------------------------------- | -------------- |
| Austrália - ARIA Singles Chart                      | 26             |
| Bélgica - Ultratop (Valónia)                        | 81             |
| Escócia - Scottish Singles Chart                    | 2              |
| Estados Unidos (Billboard Pop Songs)                | 38             |
| Estados Unidos ( Billboard Twitter Top Tracks)      | 31             |
| França - SNEP                                       | 109            |
| Irlanda - IRMA                                      | 5              |
| Japão (Japan Hot 100)                               | 19             |
| Japan Hot Overseas (Billboard)                      | 1              |
| Nova Zelândia - RIANZ                               | 36             |
| Países Baixos - Mega Single Top 100                 | 76             |
| Reino Unido - UK Singles Chart                      | 3              |
| Eslováquia - (Rádio Top 100)                        | 73             |
| Estados Unidos - Bubbling Under Hot 100 (Billboard) | 22             |

### Certificações
| Austrália | ARIA | Ouro^    |
| Brasil | PMB  | Platina‡ |
| Nova Zelândia | RMNZ | Ouro^    |
| Reino Unido | BPI  | Platina‡ |
| * Número de vendas definido com base apenas no nível de certificação. ^ Número de embarques definido com base apenas no nível de certificação. ‡vendas+streaming definido com base apenas no nível de certificação. |      |          |

## Histórico de lançamento
| País        | Data                 | Formato          | Editora discográfica |
| ----------- | -------------------- | ---------------- | -------------------- |
| Austrália   | 7 de Outubro de 2013 | Descarga digital | Syco                 |
| França      | 7 de Outubro de 2013 | Descarga digital | Syco                 |
| Portugal    | 7 de Outubro de 2013 | Descarga digital | Syco                 |
| Reino Unido | 7 de Outubro de 2013 | Descarga digital | Syco                 |